# Кабесас, Пако
Па́ко Кабе́сас Мори́льо (исп. Paco Cabezas Morillo; род. 11 января 1978, Севилья, Испания) — испанский кинорежиссёр и сценарист, продюсер.

## Биография
Пако Кабесас начинал в андерграундном кино. Первым самостоятельным фильмом стал триллер «Появившиеся». Кабесас получил признание благодаря своему фильму «Неоновая плоть».
В 2014 году дебютировал в качестве режиссёра в США с боевиком «Гнев», в котором снялись Николас Кейдж, Рэйчел Николс и Дэнни Гловер.
В настоящее время проживает в Мадриде.

## Фильмография
| 2000 | Вторжение трансвеститов                           | зелёная ✓ | зелёная ✓ |
| 2007 | Появившиеся                                       | зелёная ✓ | зелёная ✓ |
| 2010 | Неоновая плоть                                    | зелёная ✓ | зелёная ✓ |
| 2014 | Гнев                                              | зелёная ✓ |           |
| 2015 | Мистер Правильный                                 | зелёная ✓ |           |
| 2016 | Бесстрашные люди                                  | зелёная ✓ | зелёная ✓ |
| 2016 | Холистическое детективное агентство Дирка Джентли | зелёная ✓ |           |
| 2019 | Прощай                                            | зелёная ✓ |           |